# Billy Major
William Andrew Major, detto Billy (Cambridge, 21 novembre 1996), è uno sciatore alpino britannico.

## Biografia
Attivo in gare FIS dal dicembre del 2011, Major ha esordito in Coppa Europa il 3 gennaio 2016 a Val-Cenis in slalom speciale, ai Campionati mondiali a Åre 2019 nella medesima specialità e in Coppa del Mondo il 21 dicembre 2020 in Alta Badia sempre in slalom speciale, in tutti e tre i casi senza completare la prova. Il 7 gennaio 2021 ha conquistato a Val-Cenis in slalom speciale la prima vittoria, nonché primo podio, in Coppa Europa e ai successivi Mondiali di Cortina d'Ampezzo 2021 si è classificato 12º nella gara a squadre, non ha completato lo slalom speciale e non si è qualificato per la finale nello slalom parallelo. Ai XXIV Giochi olimpici invernali di Pechino 2022, sua prima presenza olimpica, non ha completato lo slalom speciale; ai Mondiali di Courchevel/Méribel 2023 si è piazzato 28º nello slalom speciale e a quelli di Saalbach-Hinterglemm 2025 è stato 15º nello slalom speciale.

## Palmarès

### Coppa del Mondo
- Miglior piazzamento in classifica generale: 88º nel 2025

### Coppa Europa
- Miglior piazzamento in classifica generale: 23º nel 2021
- Vincitore della classifica di slalom speciale nel 2021
- 4 podi:
  - 3 vittorie
  - 1 secondo posto

#### Coppa Europa - vittorie
| Data             | Località            | Paese    | Specialità |
| ---------------- | ------------------- | -------- | ---------- |
| 7 gennaio 2021   | Val-Cenis           | Francia  | SL         |
| 18 febbraio 2021 | Meiringen/Hasliberg | Svizzera | SL         |
| 8 gennaio 2022   | Berchtesgaden       | Germania | SL         |

Legenda:

SL = slalom speciale

### Nor-Am Cup
- Miglior piazzamento in classifica generale: 77º nel 2023
- 1 podio:
  - 1 terzo posto

### Campionati britannici
- 14 medaglie:
  - 3 ori (supergigante nel 2016; discesa libera nel 2018; slalom speciale nel 2023)
  - 6 argenti (supergiante nel 2014; discesa libera, slalom speciale nel 2015; supergigante, slalom gigante nel 2017; slalom speciale nel 2025)
  - 5 bronzi (supercombinata nel 2013; slalom speciale nel 2017; supergigante, slalom gigante, slalom speciale nel 2018)